# Tworzywa gradientowe

Koncepcyjna budowa tworzywa gradientowego mogącego stanowić poszycie samolotów i statków kosmicznych. Rozkład faz został ukształtowany tak, aby zewnętrzne warstwy ceramiczne wystawione na działanie wysokich temperatur spełniały funkcje ciepłochronne dla wewnętrznych warstw metalicznych.

Tworzywa gradientowe (ang. Functionally Graded Materials- FGMs), są to materiały, w których wzdłuż co najmniej jednego określonego kierunku, uzyskano ciągłą zmianę właściwości użytkowych lub konstrukcyjnych w wybranym procesie technologicznym.
Materiały te znane są od wielu stuleci, choć ich obecna nazwa pojawiła się niedawno. W połowie lat osiemdziesiątych XX wieku, poszukiwano w Japonii tworzywa mogącego stanowić poszycie konstrukcji kosmicznych i lotniczych. Najważniejszym warunkiem, który ten materiał musiał spełniać, była redukcja naprężeń cieplnych wynikających z pracy elementu w gradiencie temperatury rzędu 1300 °C. Dodatkowo wewnątrz kompozytu, przewidziano rozmieszczenie włókien mających za zadanie odprowadzić ciepło, powstające podczas pracy elementu, poza strefę roboczą. Zrealizowanie tego celu przez proste naniesienie jednego typu materiału na drugi nie jest łatwe, a ponadto gwałtowna zmiana parametru funkcjonalnego w niektórych zastosowaniach może być niekorzystna. Stopniowe, kontrolowane przejście pomiędzy właściwościami materiałów składowych, umożliwia w miarę pełną adaptację wyrobu do przewidywanych warunków jego eksploatacji. Pozwala to z kolei obniżyć koszty surowcowe oraz nakłady związane z utrzymaniem i konserwacją elementów konstrukcji. Konieczne jednak jest opracowanie ekonomicznego sposobu formowania tego typu tworzyw, decydującego o szerszych możliwościach ich stosowania. Poszukiwanie nowych i adaptacja już znanych technik, ze szczególnym naciskiem na metody niskonakładowe o wysokiej powtarzalności i wydajności, stanowi właśnie obecny kierunek rozwoju prac nad materiałami FGMs.

## Zastosowanie tworzyw gradientowych

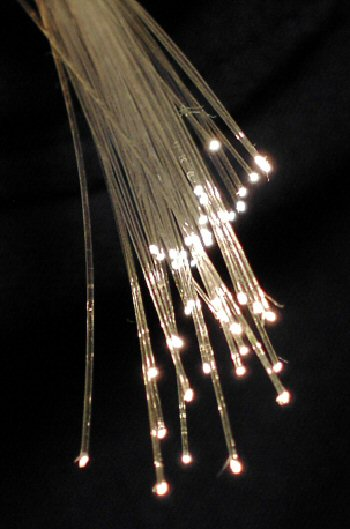
Światłowody gradientowe zapewniają dla różnych modów tę samą prędkość rozchodzenia się fali świetlnej wzdłuż kabla, stąd trwają intensywne nad nimi prace badawcze (na zdjęciu przykład wiązki tradycyjnych włókien światłowodowych).

Możliwości wykorzystania tworzyw gradientowych w technice wydają się być prawie nieograniczone. Świadczyć może o tym ankieta przeprowadzona przez czasopismo FGM Forum w 1990 r., której wynikiem było około 200 propozycji możliwych zastosowań materiałów z przestrzennym gradientem właściwości, obejmujących aplikacje w przemyśle maszynowym, optycznym, energetycznym, a nawet zastosowania w fizyce jądrowej oraz medycynie.

### Biomateriały
Jednym z wielu obszarów potencjalnych zastosowań tworzyw z gradientem właściwości jest przemysł biomedyczny. Ceramika z gradientem porowatości, zaprojektowana na wzór żywej tkanki kostnej może służyć do wytwarzania implantów ortopedycznych w chirurgii kostnej. W literaturze można znaleźć także opisy implantów ortopedycznych wykonanych w układzie hydroksyapatyt/ tytan, w którym to bioaktywny hydroksyapatyt odpowiada za mocne połączenie z tkanką organiczną, zaś tytan stosowany jest w części implantu, w której pożądana jest duża stabilność mechaniczna.

### Części maszyn
Również w przemyśle maszynowym tworzywa gradientowe mogą odegrać znaczącą role. Przykładem tu niech będzie technologia wytwarzania kół zębatych. Korpus takiego elementu powinien by odporny na obciążenia dynamiczne, natomiast jego powierzchnia musi być twarda i odporna na ścieranie. Obecnie realizuje się to poprzez nawęglanie powierzchni stalowych kół zębatych. Nowym, przyszłościowym rozwiązaniem jest wytworzenie kół zębatych w taki sposób by wewnętrzne warstwy były wykonane z metalu, natomiast warstwy zewnętrzne z twardej ceramiki- połączonej z metalem poprzez warstwy pośrednie.

### Sensory

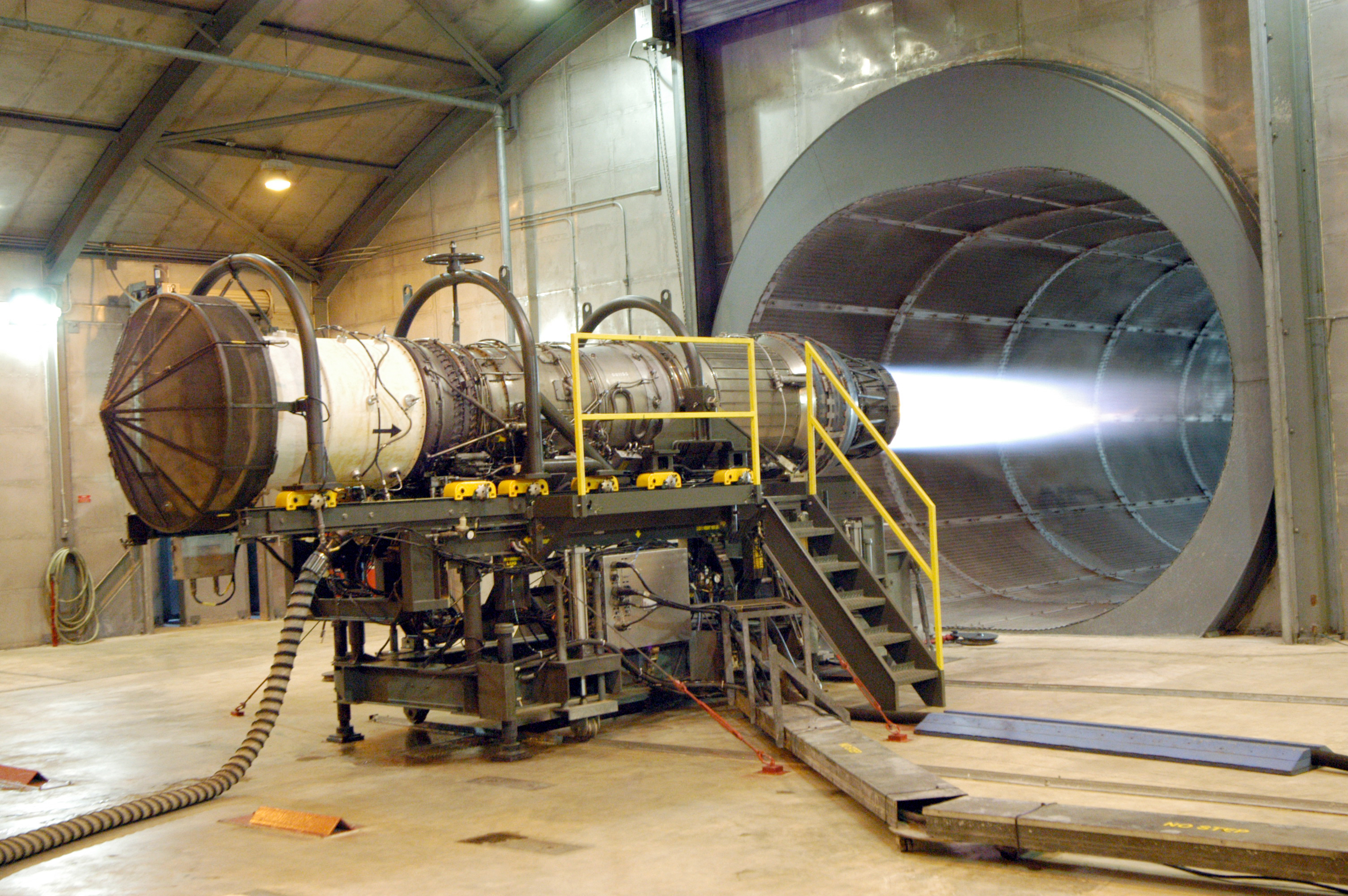
W silniku turboodrzutowym (na zdjęciu) w komorze spalania występują bardzo agresywne warunki dla pracy materiałów użytych do ich konstrukcji, stąd poszukuje się nowych typów tworzyw np. materiałów z gradientem właściwości.

W oparciu o koncepcję tworzyw gradientowych powstał również pomysł budowy segmentowych półprzewodnikowych sensorów ciepła. Czujnik taki zbudowany jest z kilku modułów różniących się zależnościami temperaturowo-przewodnikowymi. Dzięki czemu można uzyskać element o wypadkowej charakterystyce prawie niezależnej od temperatury jego pracy, a zmiana przewodności elektrycznej wynika jedynie z ukształtowania profilu warstwy wierzchniej sensora, co pozwala na łatwe monitorowanie temperatury poprzez pomiar napięcia na elektrodach czujnika. Dodatkowo czujnik o takiej budowie może mieć wymiary rzędu kilku dziesiątych milimetra, co umożliwia z kolei jego "wszczepienie" do wnętrza diagnozowanego elementu np. komory spalania silnika odrzutowego. Zamontowany w ten sposób czujnik jest odporny na działanie agresywnego środowiska i ewentualne uszkodzenia mechaniczne.

### Aktywatory
Kolejne zastosowanie tworzywa gradientowe mogą znaleźć jako piezoelektryczne elementy wzbudzające (ang. Piezoelectric actuator). Główną wadą zwykłych piezoelektrycznych elementów wzbudzających jest niska niezawodność, wynikająca z łączenia materiałów o odmiennych właściwościach piezoelektrycznych na drodze klejenia (najczęściej żywicą epoksydową). Właściwości warstwy łączącej sprawiają, iż w warunkach niskiej temperatury będzie ona pękać, a w wyższych temperaturach ulegać nadmiernemu pełzaniu. Stąd od wielu już lat trwają badania nad opracowaniem gradientowych piezoelektrycznych elementów wzbudzających w układzie materiałów PZT/ PNN, łączonych dyfuzyjnie.

### Gradientowe elementy ogniw paliwowych
W przypadku stałotlenkowych ogniw paliwowych (ang. Solid Oxide Fuel Cells- SOFCs), problemem jest zachowanie odpowiedniej trwałości ogniwa w wysokiej temperaturze pracy rzędu 950 °C, na skutek różnych współczynników rozszerzalności cieplnej poszczególnych jego elementów. Ogniwo takie zbudowane jest z katody wykonanej z (La, Sr)MnO3 oraz anody – cermet Ni/ZrO2, pomiędzy którymi znajduje się stały elektrolit (ZrO2 stabilizowany tlenkiem itru). Zastosowanie technologii materiałów FGMs, pozwala osiągnąć sprawność nawet o 40% większą w porównaniu do ogniwa paliwowego wykonanego w sposób "klasyczny".

### Inne zastosowania
Oprócz powyższych zastosowań tworzywa gradientowe mogą być stosowane jako: warstwy łączące materiały o odmiennych właściwościach, materiały na łopatki turbin, materiały na komory spalania silników odrzutowych, filtry o kontrolowanym gradiencie porowatości, materiały na narzędzia skrawające, elementy laserów półprzewodnikowych GRINSCH (ang. Graded- Index, Separate Confinent Heterostructure), soczewki i światłowody gradientowe, elementy pancerzy ochronnych, głowice do odwiertów głębinowych, materiały na bariery cieplne (ang.Thermal Barrier Coatings), elementy pomp piezoelektrycznych, warstwy odporne na ścieranie, materiały dla energetyki termojądrowej (projekt ITER- International Thermonuclear Experimental Reactor) i inne.

## Metody formowania tworzyw gradientowych
W technologii materiałów znanych jest wiele metod formowania, jednak nie każda z nich zapewnia, wymaganą dla materiałów wieloskładnikowych, jednorodność zagęszczenia, powtarzalność oraz wytrzymałość w stanie surowym i po spiekaniu otrzymanego elementu. Specjalne miejsce zajmują tu techniki formowania tworzyw z przestrzenną transformacją właściwości użytkowych. Metody te muszą umożliwiać kontrolowaną zmianę składu, gęstości itp. wzdłuż określonego kierunku w wyrobie. Dla osiągnięcia tego konieczne jest, aby już w fazie projektowania technologii wykonania, przewidziane było wytworzenie w tym samym czasie produktu o pożądanej mikro i makrostrukturze wraz z nadaniem mu odpowiedniego końcowego kształtu. Rozpatrując procesy zachodzące w trakcie formowania wyrobu, można wyróżnić:
1. metody kolejnego nakładania warstw (natryskiwanie plazmowe, laminowanie folii ceramicznych itp.)
2. metody wykorzystujące zjawiska segregacji, zachodzące w początkowo jednorodnym układzie na skutek przyłożenia zewnętrznych sił (osadzanie sedymentacyjne, osadzanie elektroforetyczne itp.)
3. metody infiltracji (infiltracja porowatego preformu ciekłym metalem czy też jego infiltracja z fazy gazowej itp.)

### Natryskiwanie plazmowe
Jedną z wielu technik wytwarzania materiałów gradientowych jest natryskiwanie plazmowe. Metoda ta polega na wprowadzeniu w strumień plazmy, najczęściej proszkowego materiału, gdzie następuje jego nadtopienie (lub całkowite stopienie), po czym zostaje on z dużą prędkością naniesiony na podłoże. Istnieją przy tym dwie zasadnicze możliwości prowadzenia procesu natryskiwania. Pierwszy polega na wykorzystaniu jednego palnika, do którego wprowadzana jest stopniowo zmieniana mieszanina proszków. W drugim wariancie, wykorzystuje się system palników, z których każdy zasilany jest innym proszkiem. Zwłaszcza zastosowanie kilku palników pozwala na łatwe i wydajne prowadzenie procesu.

### Nakładanie laserowe
Kolejną metodą otrzymywania tworzyw FGM jest technika spiekania laserowego połączona ze zintegrowanym systemem dozowania proszków (ang. Laser cladding). W metodzie tej mieszanina proszków, dostarczana jest poprzez układ zasilający precyzyjnie do miejsca syntezy, w którym poddawana jest działaniu strumienia laserowego. W literaturze można znaleźć opis sposobu wytwarzania tą techniką elementów w układzie Ni/Cr3C2, z zastosowaniem lasera 600W Nd-YAG. W pracy tej uzyskano przejście gradientowe o zmiennej zawartości fazy węglikowej w zakresie 0-80% objętości. Bardzo dokładne doprowadzenie proszku do miejsca jego osadzania, umożliwia nanoszenie materiałów o wyższej temperaturze topnienia na materiały o niższej temperaturze topnienia bez uszkadzania ich powierzchni, ponieważ nie jest ona poddawana bezpośrednio działaniu wiązki laserowej.

### Infiltracja preformu
Również infiltracja jest odpowiednią metodą wytwarzania materiałów FGMs (ang. Functionally Gradient Materials) zawierającego składniki o bardzo różnych temperaturach topnienia. W procesie tym preform z materiału o wyższej temperaturze topnienia – posiadający gradient porowatości, infiltrowany jest drugim stopionym komponentem. Preform może zawierać tylko pory otwarte, a także posiadać możliwie wysoką wytrzymałość mechaniczną, aby nie ulec zniszczeniu w trakcie trwania procesu infiltracji. Techniką tą można uzyskać tworzywa: metaliczno/ceramiczne, szkło/ceramiczne, polimerowo/ceramiczne, gdzie preform wykonany jest z materiału ceramicznego. Odmianą tej metody jest impregnacja wiązki włókien stopionym metalem z jednoczesnym ich nawijaniem. W zależności od prędkości nawijania włókna możliwa jest zmiana ich zawartości w granicach 25-60%.

### Osadzanie elektroforetyczne
Inną techniką wytwarzania tworzyw gradientowych jest osadzanie elektroforetyczne. Proces ten polega na wykorzystaniu zjawiska ruchu naładowanych cząstek fazy rozproszonej układu koloidalnego, znajdującego się w polu elektrycznym, względem fazy rozpraszającej. W przypadku zawiesin wieloskładnikowych, każdy ze składników charakteryzuje się inną ruchliwością, stąd w czasie trwania procesu, stężenie cząstek bardziej ruchliwych spada- natomiast stężenie pozostałych komponentów w zawiesinie wzrasta. Metoda ta umożliwia wytwarzanie ceramicznych złączy gradientowych o grubości rzędu do 3,5 mm, nawet na elementach o bardzo złożonej geometrii.

### Osadzanie sedymentacyjne
Kolejną znaną techniką formowania materiałów FGM jest osadzanie sedymentacyjne. Podczas osadzania mieszanin proszków w kolumnie sedymentacyjnej, proszki te poruszają się z różną prędkością. Głównymi parametrami kontrolującymi proces, są zarówno właściwości proszków (gęstość, kształt ziaren i ich rozmiar), jak również i właściwości cieczy (gęstość, lepkość, zwilżalność proszków). Należy zauważyć, iż na jakość formowanego złącza zasadniczy wpływ ma rozkład ziarnowy proszków. Najlepsze efekty osiąga się stosując monofrakcje proszków o zbliżonych gęstościach. Metoda ta umożliwia formowanie kształtek o niewielkich rozmiarach i prostych kształtach.

### Prasowanie proszków
Formowanie tworzyw gradientowych metodą prasowania, kolejno zasypanych warstw proszków, można realizować dwoma sposobami: poprzez prasowanie na gorąco oraz poprzez prasowanie na zimno połączone ze spiekaniem swobodnym. W obu tych metodach proszki mogą być zasypywane ręcznie lub też automatycznie. Techniki te umożliwia uzyskanie tworzywa z gradientem stopniowym (warstwowym). Ze względu na opłacalność, przy ewentualnej produkcji seryjnej, liczba warstw nie powinna być zbyt duża (do kilku warstw). Dodatkowym ograniczeniem jest również grubość zasypywanej warstwy (nie mniej niż 1 mm). Niewątpliwymi natomiast zaletami jest wysoka powtarzalność eksperymentalna i szybkość całego procesu.

### Inne metody formowania
Innymi znanymi metodami otrzymywania tworzyw gradientowych są:
i) metoda laminowania folii ceramicznych uzyskanych techniką odlewania na ruchome podłoże (ang. Tape Casting) oraz techniką prasowania walcowego (ang. Roll Pressing, ii) metodą odlewania odśrodkowego (ang. Centrifugal Casting), iii) metodą natryskiwania wilgotnego proszku, iv) metodą chemicznego osadzania z fazy gazowej (CVD), v) metodą fizycznego osadzania z fazy gazowej (PVD).

## Metody konsolidacji tworzyw gradientowych
Warto zauważyć, iż w niektórych metodach formowanie zachodzi jednocześnie wraz z nadawaniem tworzywu jego finalnych właściwości (natryskiwanie plazmowe itp.). W pozostałych zaś technikach następuje jedynie początkowe zaformowanie "zielonej" kształtki, którą dopiero należy poddać końcowej konsolidacji, najczęściej poprzez spiekanie pod ciśnieniem lub spiekanie swobodne. Wpływ na ostateczną jakoś spiekanego elementu gradientowego ma wiele czynników, do których głównie można zaliczy: i) stopień zagęszczenia kształtki, ii) wielkość ziaren spiekanych proszków, iii) zastosowanie aktywatorów spiekania, iv) wzajemna zwilżalność faz w układzie, v) zastosowanie podczas spiekania zewnętrznego ciśnienia, vi) wybór funkcji zmiany kompozycji proszków. Powyższymi czynnikami można w pewnym zakresie sterowa, nie mniej dla każdego układu łączonych materiałów należy indywidualnie dobra odpowiednie parametry procesu konsolidacji, w odniesieniu do istniejącej wiedzy o mechanizmach zachodzących w trakcie spiekania proszków ceramicznych czy też metalicznych.
Istnieje też pewna grupa metod konsolidacji bazujących na spiekaniu mikrofalowym, lub też na samorozwijającej się syntezie wysokotemperaturowej SHS (ang. Self- propagating High- temperature Synthesis), niemniej są to metody skomplikowane, najczęściej nie zapewniające odpowiedniego zagęszczenia.